# 2022年3月上海市2019冠状病毒病聚集性疫情
2022年3月上海市2019冠状病毒病聚集性疫情，是指自2022年3月1日起在中华人民共和国上海市爆发的2019冠状病毒病（嚴重急性呼吸道症候群冠狀病毒2型Omicron變異株BA.2以及BA.2.2）本土聚集性疫情。期间发生的全市性大规模封锁事件又被官方于前期称为上海分区分批封控，后期则称之为上海全域静态管理；習近平稱之為大上海保衛戰；民间又普遍通称为上海封城。2022年2月28日，一位56岁女性因发热前往同济医院发热门诊就诊，核酸检测结果为阳性，并于3月1日复核确诊，成为本轮疫情以来的首个确诊病例。本轮疫情感染源为入境人员隔离酒店华亭宾馆由境外输入病例，因管理疏漏引发本土感染并导致社区大规模传播。
此轮疫情由傳染力極強的Omicron变异株引发，是中國結束動態清零之前上海传播范围最广、感染人数最多的一波2019冠状病毒病聚集性疫情，呈多点散发、多链并行、隐匿传播、快速蔓延态势，出现了较多的社区传播。由于Omicron变异株传播的隐匿性，此轮疫情也外溢到江苏、浙江、安徽、北京、河北、陕西、山西、海南、江西、河南、湖北、湖南、福建、贵州、广东、重庆等地。
截止2022年3月27日上海市实行分区分批封控前，上海市本轮疫情合共确诊16,013例感染者，为2020年初武汉聚集性疫情后中国大陆地区总规模最大的城市聚集性感染集群，超过了同期发生的2022年3月吉林省2019冠状病毒病聚集性疫情中的长春市集群及吉林市集群。该次事件亦是2020年1月针对湖北省的全域封锁之后，中华人民共和国政府首次对一个一级行政区进行严厉的全域封锁。到3月27日前的近一周以来，上海市确诊个案数继续保持高速增长态势，并在过去一周录得了超过一万宗感染个案。4月7日，上海新增的本土感染者首次超过2万。截止4月8日0时，上海市本轮聚集性疫情累积确诊本土2019冠状病毒病感染者达到131524例。4月17日，官方报告了最先3个死亡病例，截止至4月27日，上海存在超过200个死亡病例。4月29日，上海市首日实现社会面清零。4月30日到5月5日，雖然全國日均新增報告感染者近5800餘例，但較高峰期已下降80%。此外本轮上海疫情有关的一系列爭議，超過了2021年底社會事件爭議極大的西安封城，清零做法在中國內外都引發了相當激烈的討論，並出現了在中國大陸少見的群眾抗議現象。
5月中旬起，迫於內外壓力上海开始逐步放松封控措施，但被指仍有諸多封控，6月1日起上海全市进入全面复工复产复市、恢复正常生产生活秩序階段，6月初全市學生陸續回到學校。媒體採訪一些上海市民防疫感想時，臉色不見喜悅。也有不少市民在上海解封後抓緊時間逃離上海。已經在倒閉邊緣的店家也表示幾乎沒有收入，擔心經營成本。此外，對經濟的影響也是史無前例的，上海為此出台了一系列刺激政策重振旗鼓。尽管许多人对解封期待，在小区内放烟花庆祝解封，但许多地方还是要求人员持有核酸阴性48-72小时有效证明才方可进入。直至6月下旬，餐館外帶與理髮仍嚴格管控，經濟尚未恢復。此次疫情的严重性和后果为中国乃至中国各个城市的防疫敲响了警钟。
6月25日，上海市委書記李強在中国共产党上海市第十二次代表大会上宣佈打赢了大上海保卫战。此次疫情过后，大量居民离开上海。

## 背景

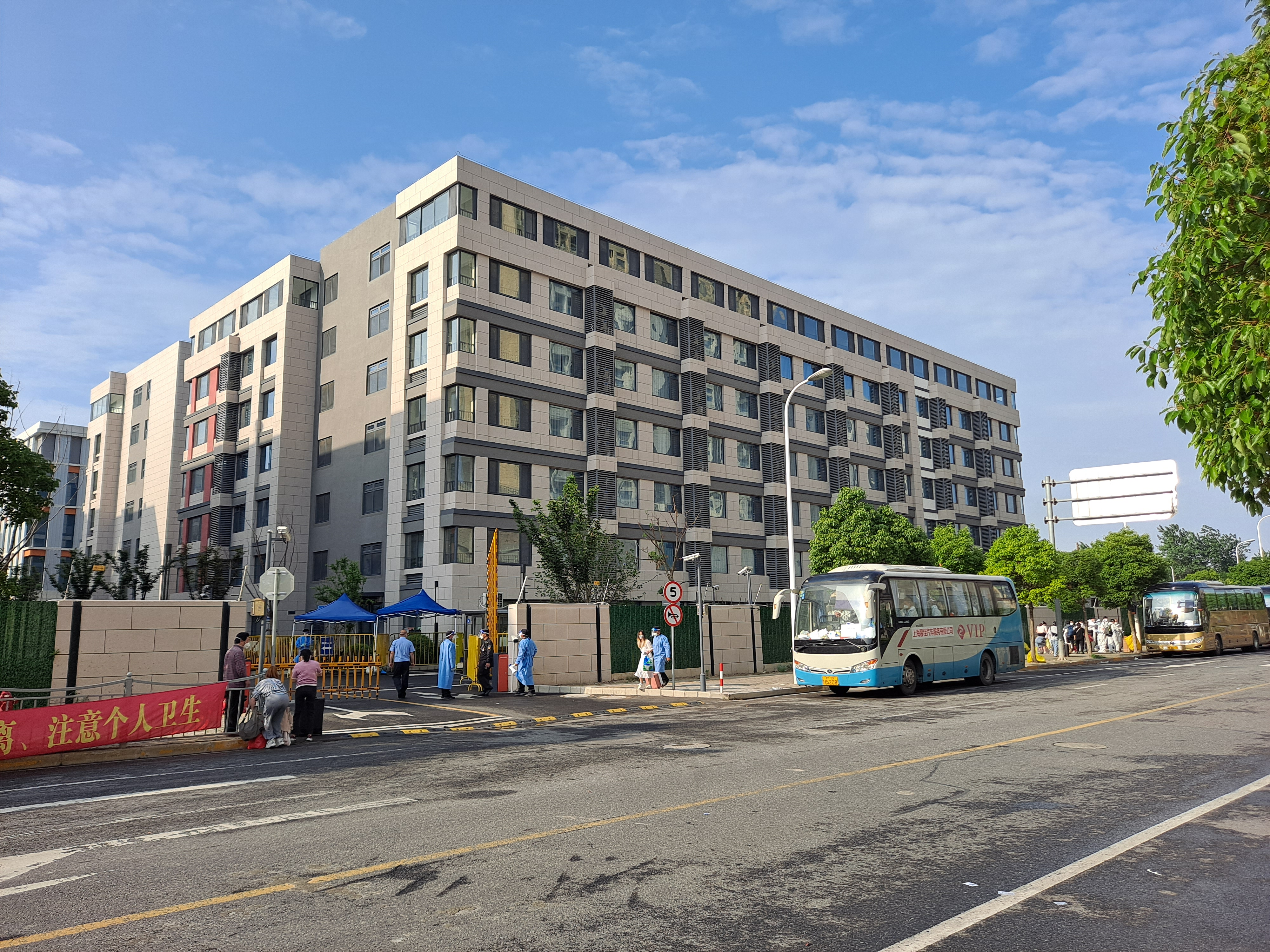
设在上海浦东合庆镇的新冠集中隔离点

上海市是中华人民共和国的最大城市，同时为重要的出入境口岸城市。自2019冠状病毒病疫情在全球大规模爆发后，上海市承接了中國大陆（按单个一级行政区算）最大量的入境航班，2021年占全中国大陆近40%，截至2022年2月，上海浦东的入境航班量占全国总量已超过40%。而上海也报告了较多的境外输入病例，截至2022年3月13日24时，上海累计收治境外输入性确诊病例4,345例，因此其“外防输入、内防反弹”的任务巨大。2022年1-2月，上海累计报告境外输入确诊病例1,243例，约占全国同期总数的38%，约占上海2021年境外输入确诊病例总数的80%；3月1日至3月9日上海433例境外输入感染者中，来自香港地区的达320余例，占比约75%，与香港第五波疫情形势密切相关。本轮疫情的源头之一是境外输入病例携带的病毒污染环境。由于疫情严峻，上海浦东国际机场也在控制进出港航班总量，以降低境外输入压力。3月13日，浦东国际机场计划进出港1,210架次，取消817架次，取消率达68%。
自疫情发生以来，上海市的疫情防控要点是“主动防控、科学防控、精准防控、综合防控”，也为各地应对疫情输出经验，国家传染病医学中心主任、上海新冠肺炎临床救治专家组组长张文宏用“陶瓷店里抓老鼠”描述上海的防疫工作，确保在进行防疫工作的同时，又能保障城市生产生活的正常运转。但由于Omicron变异株在全球肆虐，其传播隐匿性更强，存在“易扩散、易传染、难发现”的特点，给上海的疫情防控面临较大的挑战。中国内地近期传入Omicron变异株并引发本土疫情的地区均出现了源头不清的情况。2022年1月，张文宏在上海两会上提交一则书面建议，建议上海必须对于超出当时疫情规模5倍或者10倍的情况下如何应对做好应对的预案，要求疫情应对相关各部门均对超过目前疫情5倍到10倍的情况做好预估，特别是各区政府能否都有切实的非常具体的预案，甚至演练，形容这“对未来我们建设最安全的卫生城市具有重要的意义”。

## 确诊概况
数据来源：中华人民共和国国家卫生健康委员会
- 中國疾控中心其後於疫情結束後，統計了上海的數據，並發表一項研究，顯示在奧密克戎檢測呈陽性後住院的超過3.3萬名患者中，只有22人出現重症。低風險人群都沒有出現嚴重疾病。該研究發布以來的三天內引爆爭議，關於該報告的標籤獲得了超過9800萬次瀏覽量和1萬次的討論量。[62]

## 溯源调查
3月7日，上海市疾控中心党委书记袁政安在新闻发布会上通报普陀区疫情关联感染者溯源结果，通报称经疾控中心实验室基因测序分析，该起疫情中的病例所感染的冠状病毒为奥密克戎变异株。经中国疾控中心比对，该起疫情的病原与上海市之前的本土疫情病原不同源，与上海市已有境外输入病例的病原不同源；与国内部分地区的境外输入病例的病原高度同源，综合研判分析聚焦于境外输入病毒引发感染的可能。
3月11日，上海市疫情防控工作领导小组办公室发布消息称，经流行病学调查、基因测序比对和专家组综合研判分析，近期松江、嘉定、闵行、黄浦、徐汇、宝山、浦东新区等区疫情中均存在明确的流行病学关联，病毒基因测序显示高度同源，感染来源聚焦于作为入境人员隔离酒店华亭宾馆由境外输入病例携带的病毒污染环境，因管理疏漏引发本土感染并导致传播。
4月13日，香港大学感染及傳染病中心總監何栢良表示，上海本轮疫情與香港第五波疫情有關，推測兩地的病毒基本上同源。他分析指，香港第五波疫情在農曆新年後爆發，到3月首個星期達到頂峰，而同期香港輸出上海的個案亦達到頂點。何栢良估算，香港輸出上海的病例已超過500宗，又指Omicron亞型分支BA.2在空氣的傳播性很高，形容上海「久守必失」。
5月8日，上海市卫生健康委副主任赵丹丹介绍，经病毒样本基因测序，结果显示近期本轮疫情报告的感染者的病毒基因分型，主要为奥密克戎BA.2和BA.2.2变异株。
5月12日，全市的市、区两级疾控机构已经对这波疫情60多万例阳性感染者开展了流行病学调查，在调查过程当中排摸了密接和次密接220多万人、筛查风险人员370多万人。
5月18日，上海统筹协调“市-区-社区”三级流调队伍，落实“2+4+24”工作要求，即流调队伍2小时抵达现场，4小时完成流调核心信息，24小时初步查清基本情况并完成流调报告。
6月11日17时，赵丹丹表示，6月以来出现社会面疫情的区域与4月至5月疫情高风险区域存在高度重合，且实验室病毒基因测序结果显示，6月1日以来发现的病毒株均与本市本轮本土疫情中的早期病原同源，提示目前本轮本土疫情仍处于“拖尾期”。
6月18日，上海市疾控中心副主任吴寰宇表示，上海市疾控中心对相关聚集性疫情中的阳性感染者进行了病毒基因测序，已完成测序比对的结果显示，病毒基因分型均为奥密克戎BA.2.2变异株。经综合分析，徐汇、静安和黄浦三区毗邻合围区域及其关联疫情为感染同一流行病毒株而引发的聚集性疫情，与该区域内潜在的社区疫情风险未被及时发现并消除导致的传播有密切关联；徐汇区红玫瑰美容院疫情为一起单位聚集性疫情，综合流行病学调查和病毒基因测序比对结果，感染风险来源可聚焦于三区毗邻合围区徐汇地块内(长乐路339弄)存在的社区疫情；苏宁易购(五角场店)疫情为一起场所聚集性疫情，因员工在工作中接触了已在社区感染病毒的顾客，引发人员继发感染与疫情传播。结合流调和测序结果，宝山区格力特体育公园健身房疫情与苏宁易购(五角场店)疫情存在高度关联。

## 应对经过
随着疫情的发展，上海采取了一些封控措施以抑制疫情的发展，不过这也对市民的日常生活和相关企业的生产经营造成了不可忽视的负面影响。

### 疫情初期
3月8日，正在参加全国两会的中共中央政治局委员、中共上海市委书记、市新冠肺炎疫情防控工作领导小组组长李强以视频形式主持召开上海市疫情防控工作领导小组会议并讲话，强调上海要全面落实防控措施，全力抓好应急处置，抓好流调溯源、核酸筛查、转运隔离、区域管控、医疗救治等各项工作，严格落实分级分类管控，织密织牢疫情防控网。3月11日，李强参加全国两会会议结束后返回上海，当日下午举行市疫情防控工作领导小组会议，就当前疫情形势和应急处置工作再研判再部署再落实。3月15日，上海市政府副秘书长、市疫情防控领导小组办公室主任顾洪辉表示上海不会采取“封城”“停摆”等措施。3月18日，中共上海市委常委会举行会议，会议部署此次疫情处置工作，强调“坚持科学精准、动态清零”，全市上下抓细网格化筛查，最大限度减少疫情对经济社会发展的影响。
3月22日，中國國務院聯防聯控機制派出的第五督查組組長、海關總署副署長張際文等人來到上海，上海市委書記李強與上海市長龔正會見了督察組。當日晚間，社群平台上開始流傳中央督察組認定上海「防疫失控」，並傳出不同區將加入封閉。此外有影片顯示，夜間上海市民再度前往上海菜市場搶購物資。上海發布深夜發布消息，表示「上海將要封城」是不實消息（“谣言”），並表示「相當部分」街鎮和小區已解除封控，未來會繼續按照切塊式、網格化原則，劃定部分街鎮和小區開展新一輪核酸篩查及管控工作。上海警方還對傳播封城消息的2名男子立案調查。
3月25日，專家組組長張文宏稱「我們採取的不是封城策略」，并且表示上海正在实施滾動篩查

### “鸳鸯封城”
3月26日，复旦大学上海医学院副院长吳凡在上海衛健委召開的新聞發佈會上表示，上海之所以不封城，是因為上海在全国经济社会发展当中承载重要功能，如果封城會影响国家甚至全球的经济。不過次日晚上上海當局突然政策大轉彎，決定從28日起全市分兩批封閉篩檢，浦東、浦南及毗鄰區域率先封，之後再封閉浦西。有分析認為，上海當局虽然始终不愿使用“封城”的提法，但此举实质上就是分區分批“封城”。以黄浦江为界的分批封锁方式也被网友比作火锅中的「鸳鸯锅」。3月27日晚，浦東新區仍在營業的超市、賣場、農貿市場均營業至24點。許多民眾前往超市採購物資，浦東多家超市變得擁擠，貨架上大多數物資被搶光，甚至有人為了爭搶買菜起爭執。有市民反應封鎖給買菜和看病造成嚴重不便。

### 全市大规模封控
3月30日，上海举行全市领导干部大会，对疫情防控工作进行再动员、再部署、再落实。中共上海市委书记、市新冠肺炎疫情防控工作领导小组组长李强在会上指出，要坚定坚决实施好这一轮面上核酸筛查工作，采取全域静态管理、全员核酸筛查、全面流调排查、全民清洁消杀等综合防控措施，分批实施、无缝衔接，真正把风险人群管住，尽早实现社会面清零。
3月31日，中共上海市委、市人民政府致信全体上海市民，指出疫情和防控措施给市民的正常生活带来许多不便，有些市民已经多日处于封控之中。信中强调，对生活保障、应急就医等急难问题，上海当局会持续改进工作、完善措施，切实解决市民的后顾之忧。當天上午，上海市委副秘书长、市政府秘书长马春雷在发布会上承認當局在面对奥密克戎变异毒株時认识不足，针对感染者大幅增长的情况的准备也不够充分，一些防控措施执行不到位，有的封控地区群众生活保障也不够周到。部分媒体表示，上海一家大型老年护理医院暴发新冠疫情，有多名患者死亡。自3月上海感染人数开始攀升以来，上海市政府尚未對外公開上海上百家老年护理中心的新冠疫情以及与新冠有关的死亡病例。华尔街日报據此分析，此次疫情对上海的打击比政府公开披露的情况更为严重。另外3月29日、30日的上海疫情发布会，经常现身疫情记者会的邬惊雷、张文宏、吴凡未露面，出席的则是上海市发改委副主任阮青、上海市卫健委一级巡视员吴干渝等人，而中國网络上有人甚至要求將邬惊雷、张文宏、吴凡等人禁言、撤職、抓捕。
3月下旬开始，陆续有部分媒体指出上海当局可能存在瞒报疫情的现象。4月2日，上海浦东卫健委发布情况说明，针对网络上流传一份“上海市民与疾控中心对话录音”中提及的“健康云结果阴性又被电话通知为阳性”的情况，回应称正在调查中。
4月2日，中共中央政治局委员、国务院副总理孙春兰从吉林赶赴上海调研疫情防控工作，抵沪后即与中共上海市委和市政府负责人交换意见，转达中共中央总书记习近平对广大干部群众的关心和慰问。孙春兰指出，在2500万人口的特大城市应对奥密克戎疫情，还要保持核心功能的正常运转，任务艰巨、挑战巨大。此外孙春兰依舊强调要坚持“动态清零”总方针不犹豫不动摇。
4月9日，上海市副市长、市疫情防控工作领导小组副组长宗明在召开的发布会表示，表示对于市民反映的问题，发出的呼声感同身受，强调“很多工作我们做得还很不够，离大家的期望还有很大的差距，我们一定尽全力改进”。
4月11日，李強前往部分居民區，檢查基本物資供應保障和封閉小區管理情況。李強先是視察浦西一個事先規劃的小區。隨後李強帶領隨行的上海官員轉往不遠處另一個不在行程規劃中的小區視察。李強等人在該小區外隔著欄杆與一名坐著輪椅的白髮老婦及另2名婦女交談，輪椅老婦情緒激動，當著李強的面指責物資缺乏，一旁2名婦女及其他住戶也大聲抱怨上海封城期間的種種問題。此時另一名牽狗的大媽走近欄桿，指著李強等人高聲說「你們有罪於國家，愧對先烈、愧對天地」。不久李強一行人離去。李強等官員在視察過程中也有其他小區居民站在陽台上不斷向李強一行人大喊「沒吃的啦」、「沒有油也沒有米啦」。另外副总理孙春兰在嘉定一社区视察时也遇到居民大喊“没有大米”的求助呼声。

### 分区防疫
| 日期    | 封控区   | 管控区  | 防范区   | 来源    |
| ------- | -------- | ------- | -------- | ------- |
| 4月20日 | 1187.8万 | 448万   | 785.6万  | [ 103 ] |
| 4月28日 | 527万    | 593万   | 1238万   | [ 104 ] |
| 4月29日 | 444万    | 539万   | 1378万   | [ 105 ] |
| 4月30日 | 300多万  | 约600万 | 1500多万 | [ 106 ] |
| 5月1日  | 276万    | 551万   | 1514多万 | [ 107 ] |
| 5月2日  | 254万    | 538万   | 1547多万 | [ 108 ] |
| 5月4日  | 234万    | 451万   | 1647多万 | [ 109 ] |
| 5月6日  | 235万    | 403万   | 1686多万 | [ 110 ] |
| 5月7日  | 245万    | 382万   | 1702多万 | [ 65 ]  |
| 5月8日  | 230万    | 362万   | 1737多万 | [ 111 ] |
| 5月9日  | 211万    | 327万   | 1792多万 | [ 112 ] |
| 5月10日 | 208万    | 324万   | 1797多万 | [ 113 ] |
| 5月11日 | 197万    | 303万   | 1829多万 | [ 114 ] |
| 5月12日 | 215万    | 335万   | 1774多万 | [ 115 ] |
| 5月13日 | 182万    | 325万   | 1807多万 | [ 116 ] |
| 5月14日 | 115万    | 348万   | 1864多万 | [ 117 ] |
| 5月15日 | 98万     | 328万   | 1900多万 | [ 118 ] |
| 5月16日 | 86万     | 300万   | 1944多万 | [ 119 ] |
| 5月17日 | 79万     | 271万   | 1980多万 | [ 120 ] |
| 5月18日 | 71万     | 236万   | 2022万   | [ 121 ] |
| 5月19日 | 63万     | 211万   | 2053万   | [ 122 ] |
| 5月20日 | 56万     | 197万   | 2075万   | [ 123 ] |
| 5月21日 | 51万     | 177万   | 2100万   | [ 124 ] |
| 5月22日 | 48万     | 159万   | 2120万   | [ 125 ] |
| 5月23日 | 42万     | 147万   | 2135万   | [ 126 ] |
| 5月24日 | 39万     | 138万   | 2146万   | [ 127 ] |
| 5月25日 | 35万     | 131万   | 2156万   | [ 128 ] |
| 5月26日 | 32万     | 112万   | 2177万   | [ 129 ] |
| 5月27日 | 26万     | 89万    | 2204万   | [ 130 ] |
| 5月28日 | 25万     | 78万    | 2214万   | [ 131 ] |
| 5月29日 | 22万     | 67万    | 2228万   | [ 132 ] |
| 5月30日 | 19万     | 45万    | 2250万   | [ 133 ] |

#### 继续落实全域静态管理
4月11日，上海推出封控区、管控区、防范区三區防控措施。
4月15日，上海市副市長彭沉雷在新聞發佈會上表示，「我们的工作还存在很多不足，也请广大市民监督，提出意见建议，我们一定尽全力改进。」同時發佈會上有官員表示要求醫院不得以等待患者的核酸检测结果为理由来拒绝治療患者。當天上海市委书记李强在接受央視新聞採訪時表示「我们坚决贯彻总书记一系列关于疫情防控的重要指示精神，坚持“动态清零”总方针不动摇」。中国共产党上海市紀律檢查委員會官網表示，4月15日至16日，孫春蘭曾前往黃浦區老西門街道夢花街區域了解疫情。不過後來周邊住戶發現，孫春蘭卻沒在街頭露面，只是在上海豫園集團大樓的樓頂聽簡報。孫春蘭此舉被外界批評為“作秀”。
4月19日，上海发布表示连日来上海市委、市政府每晚都會举行上海市新冠肺炎疫情防控工作例会。當天兼任上海市疫情防控領導小組「生活物資保障專班」負責人的副市長陳通前往上海市寶山區的「遠景佳苑」小區視察，不過陳通的雙手始終藏在袖子裡，被人批評「是多怕染疫」，而民宅桌上冰箱堆滿大量食物，被質疑是官方為了作秀的「擺拍」。
4月22日起，根据上海市委市政府部署，上海在全市范围内开展社会面清零攻坚九大行动，力争早日全市实现社会面清零。根据“统一指挥、分类施策、集中攻坚”的总体思路，集中利用一段时间，采取“全域静态管理、全员检测筛查、全面流调排查、全民清洁消杀、全程查漏补缺”措施，做到“应检尽检、应隔尽隔、应收尽收、应治尽治”。在社区管控行动方面要最大限度减少人员流动聚集。

#### “有限活动”
4月27日，上海市卫生健康委员会副主任赵丹丹表示，对达到社会面基本清零的区实施“有限人员、有限区域、有限活动”；对未达到社会面基本清零的区，继续坚持采取“全域静态管理、全员检测筛查、全面流调排查、全民清洁消杀，全程查漏补缺”等防控措施。
4月28日晚上，上海多個小區居民敲打鍋碗瓢盆抗議封鎖政策。
4月29日，赵丹丹在新闻发布会上表示管控区和封控区的数量已经明显减少，美国之音中文网认为上海“1200万人将解封”。
5月5日，国家卫生健康委副主任、国家疾控局局长王贺胜以及国务院联防联控机制综合组上海工作组在普陀区、黄浦区調研。同日，中共中央政治局常务委员会召开会议，分析疫情防控形势，研究部署抓紧抓实疫情防控重点工作。会议指出，中国的疫情防控政策是“经得起历史检验的”，防控措施是“科学有效的”。会议强调“我们打赢了武汉保卫战，也一定能够打赢大上海保卫战”。中共上海市委常委会当晚也召开会议，强调“有全国人民大力支援，全市上下咬紧牙关、咬定目标，一鼓作气、乘势而上，一定能够打赢大上海保卫战”。5月6日晚間，上海市委、市政府舉行「堅決打贏大上海保衛戰動員大會」。
5月6日，上海多处已列为“防范区”的小区发出“静默”通知以及提級防控，内容为全体居民不许出戶，外卖、团购都予以暂停等。有些居民抱怨此举太“折腾人”。
5月8日，上海當局表示连日来上海市委、市政府每晚都會举行上海市新冠肺炎疫情防控工作例会。同日上海官方表示其会经患者同意后、对阳性患者住所进行消毒。
5月13日上午，上海市新冠肺炎疫情防控新闻发布会上，上海市委常委、常务副市长吴清通报：我们目前提出的目标是，在本月中旬实现社会面清零。会上三种概念详解：“社会面清零”，“社会面基本清零”，“社会面动态清零”。同日，上海方舱医院在院人数下降到5万人，为巅峰时期的五分之一。
5月16日，上海市副市长宗明在新闻发布会上介绍，上海已经明确了下一步防控工作，分为“三个阶段”。第一阶段为巩固清零攻坚“十大行动”成果阶段。5月15日至5月21日，以“降新增、防反弹，持续减少封控区、管控区人数，防范区有序放开、有限流动、有效管控，全市保持低水平社会活动”为重点；第二阶段为向常态化防控转换阶段。5月22日至5月31日，单日新增感染者数进一步减少，不断缩小封控区和管控区范围直至解封，加快疫情防控向常态化分级分类管理转变；第三阶段为全面恢复全市正常生产生活秩序阶段。6月1日至6月中下旬，在严格防范疫情反弹、风险可控的前提下，全面实施疫情防控常态化管理，全面恢复全市正常生产生活秩序。

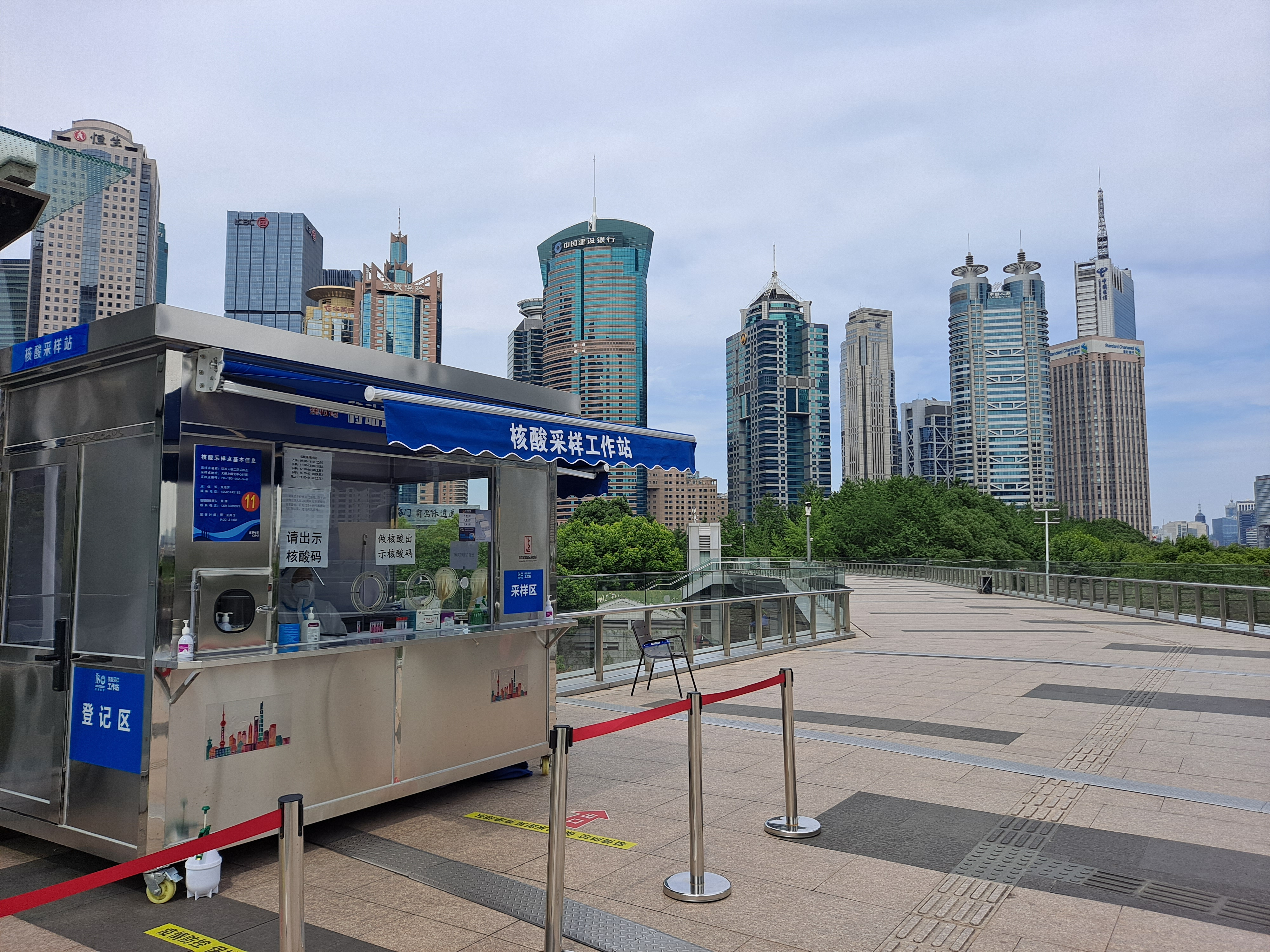
上海“解封”后设在陆家嘴世纪大道过街天桥上的常态化核酸检测点

5月17日，上海官方媒体宣布将在六月尽可能恢复正常生活环境，并争取在六月底完全恢复。

#### 社會面全面復工復產
31日解封前夕，媒體報導，觀察到官方已經拆除住宅區周邊圍欄、撕去公共廣場和建築外圍膠帶預做準備，允許計程車攬客，公交車、地鐵系統6月1日起恢復運行，除表態允許出入小區外，也禁止居委會再以疫情為理由阻止自由出入，並將復工審批制、「白名單」等管控取消，補貼企業返工需求，要求加快復工復產至正常水準。

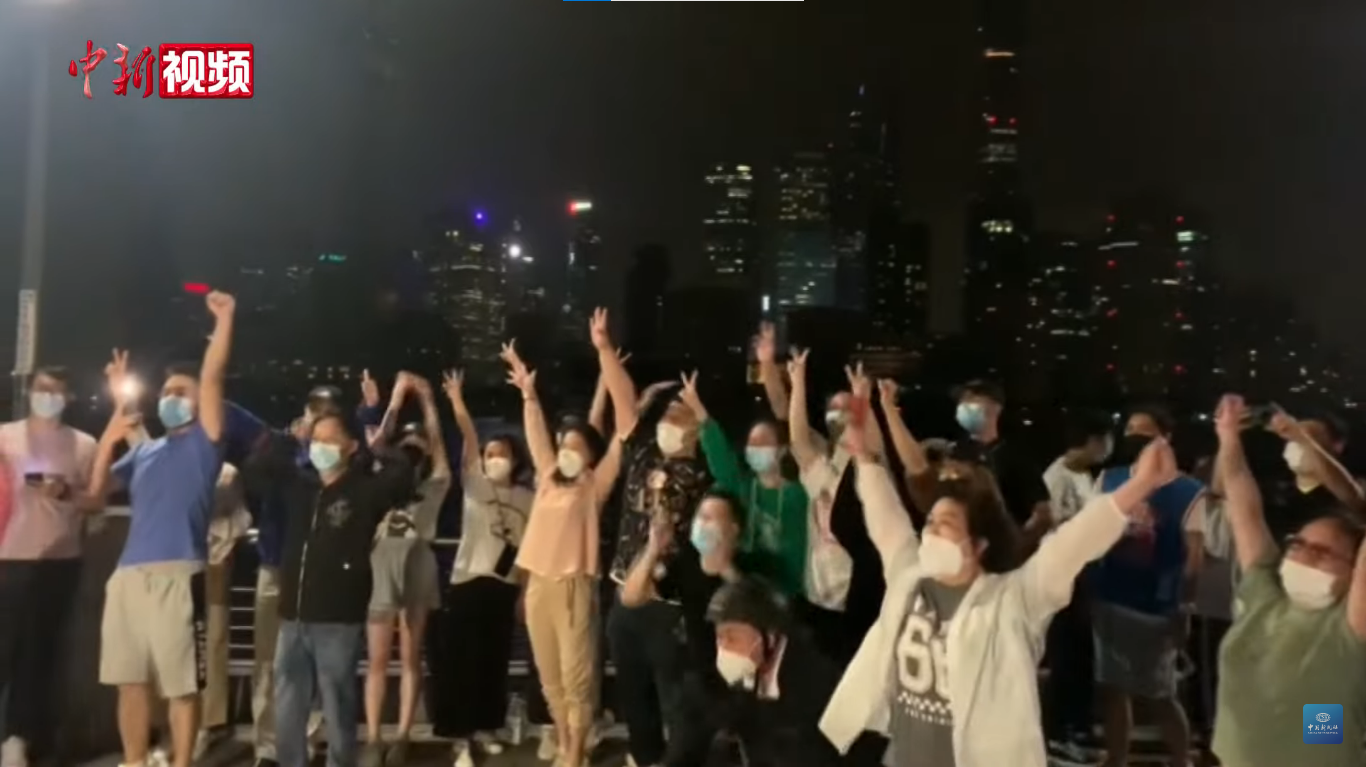
6月1日上海宣布“解封”后，当地居民在外滩观景平台响起欢呼声

6月1日起，上海全市进入全面复工复产复市、恢复正常生产生活秩序階段，並取消对企业复工复产审批审核。中共上海市委、上海市政府特別發表一封《致全市人民的感謝信》宣示，「我們將全力推動正常生活秩序全面恢復，盡最大努力把疫情耽誤的時間、造成的損失搶回來」。半夜已有不少人按喇叭並在景點聚集，次日部分地区“解封”時，車站人群已經開始出現，媒體觀察到部分市民仍出門囤積物資，並且對於社交消費仍十分謹慎，有些上海人表示上海特別有勇氣，接受採訪時稱有爭取才會獲得回報，除了慶幸生活恢復外，並對當局做法表態不認同、不滿與挫折，一些上海人則開始高呼「自由！」，不過在約束中開放的策略下，指上海社會活動仍有待恢復。
6月5日，有微信圈群传言称“6月20日上海再封一个月，没快递没外卖……信息来源是美团、滴滴公司内部通知”。其后上海市新冠肺炎疫情防控工作领导小组办公室表示此传言为虚假信息。根据警方的溯源调查，相关说法为捏造。只是上海解封後仍未「清零」，6月7日，上海静安区、徐汇区的部分区域再次采取封控措施。由於租金的損失等因素，部分民眾儘管面臨疫情，仍有出來抗議。
6月18日，上海石化才剛剛度過50年週年慶，隨即發生重大意外，至少1人死亡多人受傷，嗆鼻煙霧瀰漫至周圍郊區，事故發生後，網路社群出現質疑聲浪，因為此前上海COVID-19疫情至少兩個月，許多工廠被迫關閉，解封後又開足馬力趕工生產。
6月25日，上海市委書記李強在中国共产党上海市第十二次代表大会上宣佈打赢了大上海保卫战。
受此次封城影響，2022年中国十大工业城市GDP中上海被深圳反超，排名第二。

## 衍生文艺创作
在疫情发生后，上海本地唱作人王渊超创作沪语歌曲《蛤蜊炖蛋》，提及到医护工作者与社区志愿者辛勤工作、防疫人员上门采集核酸、上海人居家抗疫等细节，反映上海人齐心协力抗疫的同时，也为上海加油打气。该歌曲发布后引发网络关注。
3月27日，微信上流传了一篇包含了名为《先抢菜，再做核酸》歌曲的公众号文章，在20分钟内点击量超过十万。随后，该歌曲改名为《买菜》在网易云音乐上线，播放次数超20万次，创作者个人抖音号播放量突破400万次。歌曲由三位说唱歌手Cati2、P.J以及Keyso寿君超创作。自上海疫情发生以来，抢菜、做核酸成为了上海人的生活日常，而创作歌曲本是为记录特殊的生活方式，但采用上海话，则有歌词诙谐，旋律欢快的特点，更希望以此鼓励上海的人们轻松应对疫情。
而在上海封城前一天，中國說唱歌手方略創作了《New Slave》（新奴隸）對中國防疫政策表達不滿，他在歌詞中表示中國防疫政策使得其他病患被排擠，而且防疫過程中「上級命令人大於天」。有人將該視頻從YouTube轉發到新浪微博，隨即新浪微博上的視頻被刪除。此外還有一位歌手也創作了對封城不滿的歌曲，也有多位网民將流行歌曲改編為抗爭歌曲。
4月22日一条名为《四月之声》的视频在微信中被大量转发，该视频引用吳凡等人先前在疫情发布会中的"上海不会封城"等言论以及上海封城后真实发生的事件录音，时长六分钟，該視頻的作者是Cary。此视频在多平台上传获得大量观看人次后陆续被各平台删除，当日晚间有不少市民接力复活並在朋友圈轉發此视频，但視頻均被再次删除。另有傳言作者Cary被警方帶走。隨後Cary通過微信公眾號（永远的草莓园）表示自己並未被帶走調查，並表示原本發在公眾號的《四月之聲》影片是自己刪除的。此外前《环球时报》主编胡锡进在新浪微博上为當局对《四月之声》的审查做辩护。他表示，“互联网进入中国需要一定程度上‘中国化’，一些删帖也是必要的，否则互联网就会在政治上‘改造’中国。同时，各种措施都应有度，删帖不能极化，网络管理既要维护社会秩序，也要给民众表达意见留下应有空间。”他還呼吁民众相信政府，并称：“什么事不管当时多么轰轰烈烈，但很可能很快翻篇，被新的热点替代。”黃安則表示這部影片實際上是在搞顏色革命，披著客觀的外表搞分化，此言论遭到中国网民不满，随后黄安微博转发区被屏蔽。
网络上流传的两个年轻女孩在家里弹着吉他演唱的改编歌曲《独角戏》，质问清零政策的视频；以及女童养乐多和妈妈梦婆对唱的改编歌曲《这上海有那么多人》，质疑上海缺乏人性的强拉隔离政策，还有网友改编的《上海滩菜之歌》，这些内容均遭到全网删除。
5月，一位住在上海的脫口秀演員DAWN WONG的用戶上傳了兩段視頻「保持正能量」、「假新聞報道」，她在視頻中用新聞報道的形式戲謔上海封城，關鍵字一出現，報道立即中斷並出現「此內容因違規無法查看」的字句。5月11日，王天小天王（Dawn Wong）遭上海警方带走，她随后报平安，但被迫将微博、YouTube平台上的内容下架。
5月26日，中国数字时代发布了其创作的《五月之声》，在内容上，该片揭示了当局的言论审查、权利打压，记录了民间疾苦、民众呐喊与抗争；在形式上，该片模仿了4月22日全网传播并遭审查的上海封城短片《四月之声》。

## 对上海以外地区的影响
上海市是中华人民共和国长江三角洲城市群、華東地區中心城市，其人员流动大，流動人口以经济关系较为密切的江苏、浙江、安徽为多。截至5月20日，上海迁出人口第一大目的地仍为江苏省，占上海迁出人口总量的32%；其次是浙江省，占上海迁出人口总量的18.19%；第三位是安徽省，占上海迁出人口总量的17.14%。之后排名的省份包括江西省、河南省、山东省、湖北省、湖南省、广东省、福建省。因此，本轮疫情发生后，中国大陆多地已发现多名与上海疫情关联的本土阳性感染者。据不完全统计，上海疫情已外溢至中国大陆21个省及71个市，部分地区也出现了社区传播，如陝西省，江蘇省南京市、常州市，浙江省平湖市，安徽省馬鞍山市、銅陵市，河南省周口市太康縣、焦作市修武縣等。而涉及上海始发或经停的铁路列车中，也发现了多例阳性病例，如D3205次、D3141次和T81次。

由於上海封城，許多中國大陸民眾意識到儲存食物的重要性。財新網指出，中國大陸部分地區冰箱、冰櫃熱賣。紐約時報也指出，中国其他地方的民众在了解到上海的遭遇後紛紛囤积物資。4月13日，据华尔街日报报道，包括北京，苏州的民众都在抢购物资，其中一些物资已经抢光。京東總裁徐雷批评上海封控，表示京東已经全力在最擅長的供應鏈能力，高效支援任何需要的城市。“全國輸送貨物不是問題、運力不是問題…”，「但特殊情況下，有些事情不是京東自己可以解決的，有力使不出，這種感覺很難受。」，事后他退出所有媒體群組。

## 相关争议与事件
根据中共中央总书记习近平和中央政治局常委会的指示，中国大陆执行清零政策，随着疫情的发展，上海市委和市政府不断采取一些堪称极端的防疫措施——绝大多数市民被限制在自己的住所中要求“足不出户”；城市正常功能的运转被极大限制；还有大量居民被要求在条件恶劣的集中隔离点进行隔离；当局甚至命令有的社区进行整体搬迁，这导致上海不断出现了大量的次生灾害：民众与当局产生了一定的冲突；有的宠物被扑杀；许多病人得不到应有的医疗服务，有的甚至因此而死亡；部分民众连基本的口粮都得不到保障；有些民众被强制送往方舱医院，有人甚至认为上海当前已经出现了大规模的人道主义灾难，当局的防疫手段也因此备受争议。
上海的状况，也让人们不免对当局的防疫政策产生质疑。许多人认为上海正在面临两难的选择，“躺平”可能带来更多的死亡病例，“封控”则会带来越来越多的次生灾害。有人认为这说明上海当局没有及时采取果断措施，导致疫情蔓延，是一切的主因。还有人认为“动态清零”政策才是一切的根源，是一个不可持续的政策，上海当前的灾难完全是疫情防控政策本身造成的，是以政治而不是科学指导防疫的后果，他们认为“病毒不可怕”而“防控政策本身才可怕”。